# Eugenio Brunetta d'Usseaux
Le comte Eugenio Brunetta d'Usseaux (né le 14 décembre 1857 et mort le 8 janvier 1919) est un noble italien et membre du Comité international olympique.

## Biographie
Né à Verceil dans une famille d'origine française, Eugenio Brunetta d'Usseaux est élevé à Turin. Lui-même rameur et cavalier, il est très intéressé par les sports et une rencontre avec le Baron Pierre de Coubertin l'intéresse au rétablissement des Jeux olympiques. En 1897, Brunetta d'Usseaux devient un membre du Comité international olympique (CIO) où il restera jusqu'à sa mort.
Il réussit à amener les Jeux olympiques de 1908 à Rome mais l'Italie doit renoncer à l'organisation des Jeux en 1906 à cause de problèmes d'organisation et financiers. Les Jeux de 1908 ont lieu à Londres à la place. La même année, Brunetta d'Usseaux est nommé secrétaire du CIO. Dans cette position, il essaye d'apporter les sports d'hiver dans le programme olympique et suggère d'avoir une semaine distincte de sports d'hiver lors des Jeux olympiques de 1912 à Stockholm. Cela est refusé par les organisateurs suédois mais Brunetta d'Usseaux réussit à avoir une semaine de sports d'hiver prévue en 1916. Toutefois, à cause de la Première Guerre mondiale, ces Jeux ne sont jamais organisés. Le comte meurt, dans des circonstances obscures, en France, dans la région de Nice en 1919 et ne voit donc pas les premiers Jeux olympiques d'hiver en 1924.
Son corps devait être enterré à Pignerol, mais n’est jamais parvenu à la ville piémontaise.

## Sources
- (en) Cet article est partiellement ou en totalité issu de l’article de Wikipédia en anglais intitulé « Eugenio Brunetta d'Usseaux » (voir la liste des auteurs).